# Batalla de Stampace
La batalla de Stampace fou un dels episodis de la conquesta aragonesa de Sardenya per Jaume el Just.

## Antecedents
El 19 de juny de 1324, es signa la capitulació, segons la qual Pisa cedeix a Jaume el Just tots els drets sobre Sardenya tret del Castel di Castro i les viles immediates de Villanova i Stampace, però la signatura de la pau no dugué a la pacificació de l'illa, i el 1325 els Doria es revoltaren a Sàsser amb el suport de la República de Gènova, i Pisa fou forçada a reiniciar la guerra pels atacs de la flota de reforç del vicealmirall Bernat Sespujades, i de Francesc Carròs i de Cruïlles des de Bonaria a les naus que enviava a seva ciutat, i el novembre de 1325 una armada de pisans i genovesos fou preparada a Savona al comandament de Gaspar Doria.
La línia política de Carròs progressivament va perdre el suport del rei, fins que Francesc Carròs i Llòria fou substituït al comandament de les forces de terra per a finals de 1325 per Ramon de Peralta.

## Operacions militars
El 29 de desembre, la flota de Francesc Carròs i de Cruïlles derrotà la flota de socors de 24 galeres de Gaspar Doria, que va iniciar l'atac amb cinc galeres genoveses i dues pisanes la nau de Carròs, mentre la resta de la flota es quedava en la rereguarda.
Derrotada la flota de socors, els catalans es van decidir a prendre Càller, i Ramon de Peralta va atacar i prendre Stampace, massacrant la població.

## Conseqüències
Amb la derrota de pisans i genovesos, i l'aixafament de la revolta dels Doria a Sàsser, els pisans van haver de cedir la darrera ciutat que conservaven en 1326, poc després que la flota de Bernat Sespujades aconseguís fer que una flota genovesa que els encalçava es refugiés al port de Toló.
La població local de Càller fou substituïda per catalans, però la inseguretat i els atacs dels Doria feren que la vila acabés pràcticament deshabitada en 1333.
Carròs no ajudà Peralta, començant una dura enemistat entre els dos, fins a ser rellevats per Bernat de Boixadors i Felip de Boïl.
Els genovesos no acceptaren la pau i en 1330 esclatà la guerra entre la Corona d'Aragó i Gènova, en la qual Guillem de Cervelló i de Banyeres comandà una armada que va atacar en 1331 Mònaco i Mentone, i va assetjar Savona i la pròpia Gènova, per retirar-se després a Sardenya.